# Tomás Galván
Tomás Ezequiel Galván (El Talar, 11 aprile 2000) è un calciatore argentino, centrocampista del Vélez Sarsfield in prestito dal River Plate.

## Carriera
Cresciuto nel settore giovanile del River Plate, debutta in prima squadra il 16 maggio 2021 in occasione dell'incontro di Coppa di Lega perso ai rigori contro il Boca Juniors.

## Statistiche

### Presenze e reti nei club
Statistiche aggiornate al 2 marzo 2025.
| Stagione        | Squadra            | Campionato      | Campionato | Campionato | Coppe nazionali | Coppe nazionali | Coppe nazionali | Coppe continentali | Coppe continentali | Coppe continentali | Altre coppe | Altre coppe | Altre coppe | Totale | Totale |
| Stagione        | Squadra            | Comp            | Pres       | Reti       | Comp            | Pres            | Reti            | Comp               | Pres               | Reti               | Comp        | Pres        | Reti        | Pres   | Reti   |
| --------------- | ------------------ | --------------- | ---------- | ---------- | --------------- | --------------- | --------------- | ------------------ | ------------------ | ------------------ | ----------- | ----------- | ----------- | ------ | ------ |
| 2021            | River Plate        | PD              | 6          | 0          | CA+CdL          | 0+1             | 0               | CL                 | 0                  | 0                  | TC          | 1           | 0           | 8      | 0      |
| 2022            | Defensa y Justicia | PD              | 18         | 1          | CA+CdL          | 3+10            | 0+1             | CS                 | 1                  | 0                  | -           | -           | -           | 32     | 2      |
| 2023            | Colón (SF)         | PD              | 13+1       | 0          | CA+CdL          | 3+12            | 2+5             | -                  | -                  | -                  | -           | -           | -           | 29     | 7      |
| 2024            | Tigre              | PD              | 27         | 2          | CA+CdL          | 1+9             | 0               | -                  | -                  | -                  | -           | -           | -           | 37     | 2      |
| 2025            | Vélez Sarsfield    | PD              | 5          | 0          | CA              | 0               | 0               | CL                 | 0                  | 0                  | SA          | -           | -           | 5      | 0      |
| Totale carriera | Totale carriera    | Totale carriera | 70         | 3          |                 | 39              | 8               |                    | 1                  | 0                  |             | 1           | 0           | 111    | 11     |

## Palmarès

### Club

#### Competizioni internazionali
- Recopa Sudamericana: 1

River Plate: 2019

#### Competizioni nazionali
- Copa Argentina: 1

River Plate: 2018-2019
- Supercopa Argentina: 1

River Plate: 2019
- Campionato argentino: 1

River Plate: 2021
- Trofeo de Campeones de la Liga Profesional: 1

River Plate: 2021
- Supercopa Internacional: 1

Vélez Sarsfield: 2024